# Религия в Монако

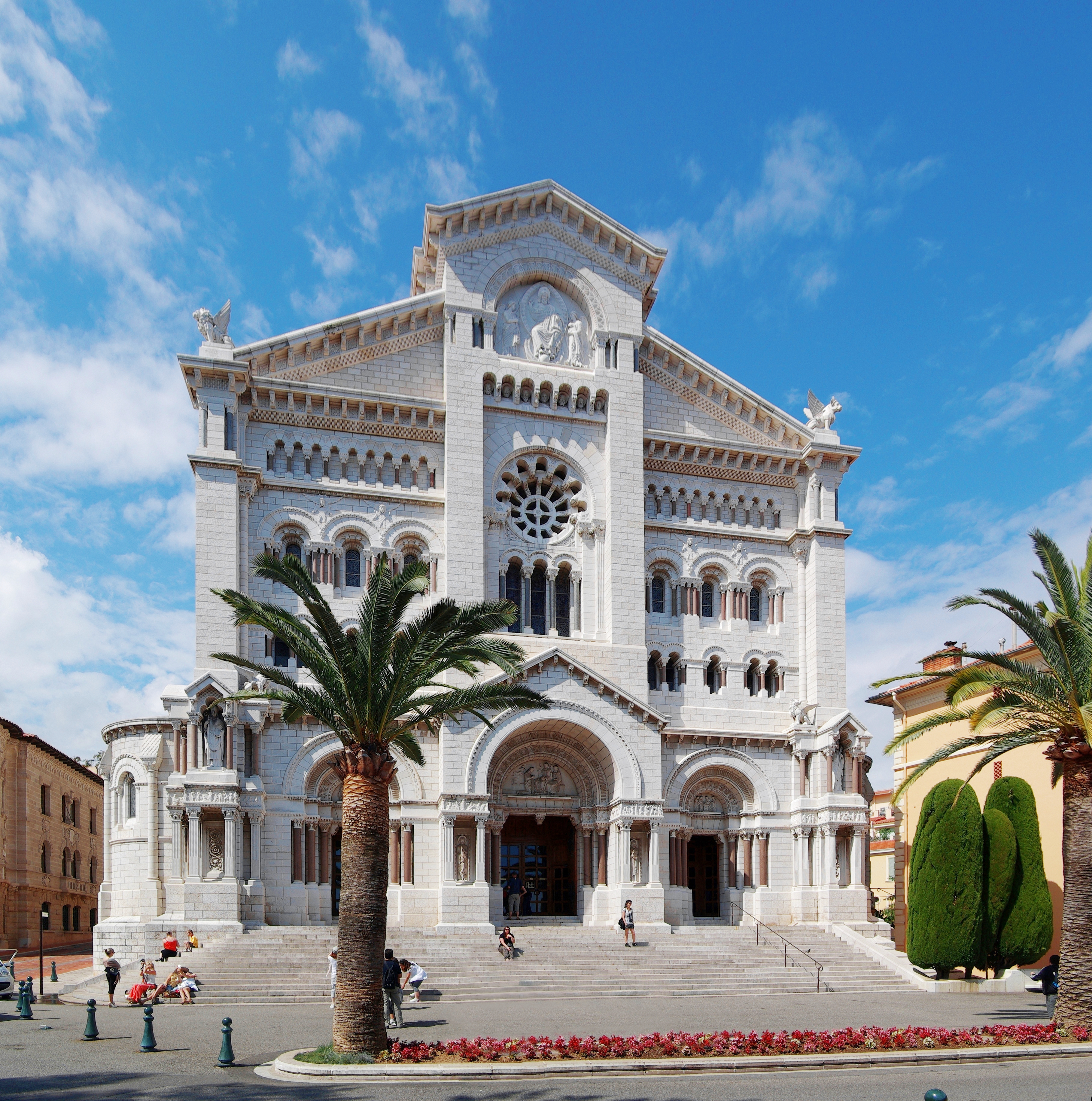
Кафедральный собор св. Николая, построенный в 1875 году

Княжество Монако — одно из немногих европейских государств, в котором имеется официальная религия. Статья 9 Конституции страны провозглашает государственной религией Римско-католическую апостольскую церковь. При этом, конституция также провозглашает свободу поклонения и запрещает принуждать кого-либо к участию в религиозных церемониях. На практике, правительство княжества не ограничивает религиозные свободы.
Большинство граждан Монако исповедуют христианство (86 % населения в 2010 году).

## Христианство

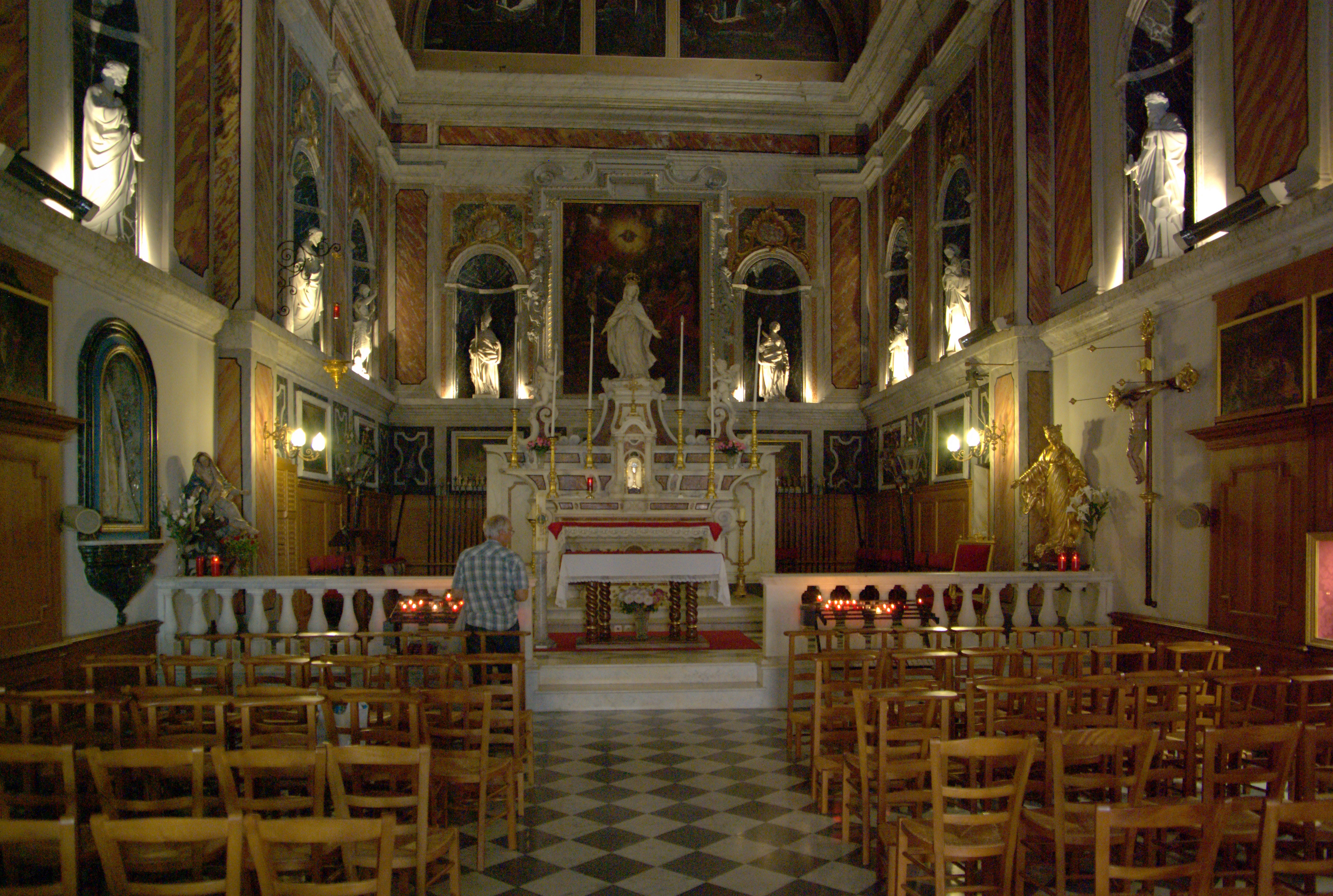
Интерьер католической часовни

Вдоль французского побережья христианство распространяется начиная с I века. Так, согласно христианскому преданию в соседней Ницце проповедовал святой Варнава, спутник апостола Павла. На территории современного княжества Монако первая христианская церковь была создана в 1247 году, практически сразу же после основания здесь колонии Генуэзской республики. Церковь была включена в епархию Ниццы. В 1887 году была создана католическая епархия Монако.
В настоящий момент 82 % населения страны являются католиками. На территории княжества действует 6 католических приходов. Ещё 3,5 % жителей княжества — протестанты. В Монако служат англиканская церковь (300 прихожан), Реформатская церковь Монако (680 прихожан) и две неденоминационные евангельские общины. Одна из них сформировалась вокруг миссионеров протестантского Трансмирового радио, начавшего вещать из Монте-Карло с 1960-х годов. В течение семи лет в Монако жил известный русскоязычный радиопроповедник Ярл Пейсти.
В 1957 году среди живущих в княжестве греков была сформирована православная община. Община является частью Константинопольской православной церкви и насчитывает 120 прихожан.

## Иудаизм

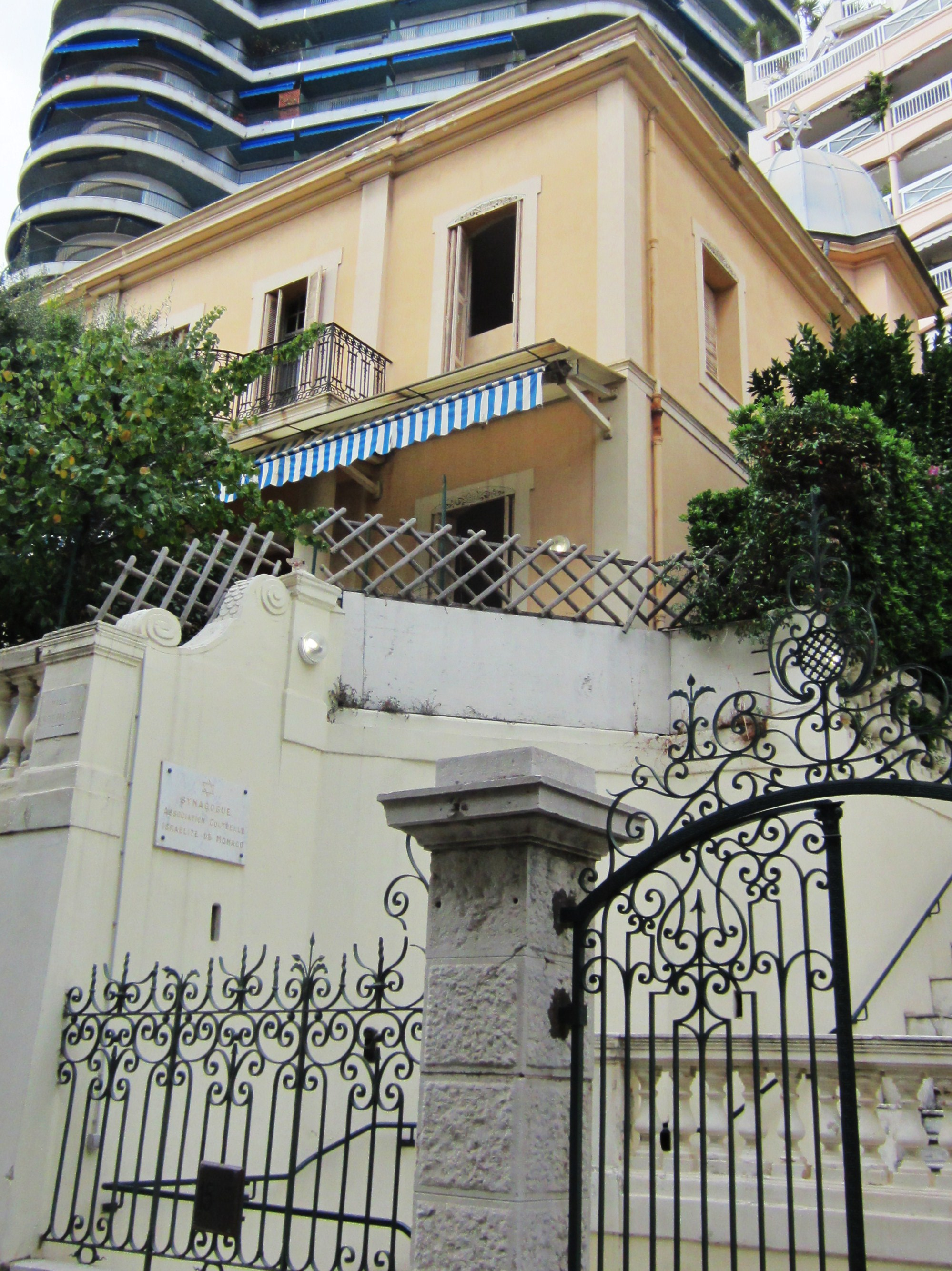
Здание иудейской синагоги

По оценкам, сторонниками иудаизма являются 560 жителей Монако (или ок. 1,7 % населения). Численность иудеев немного подросла; в 1970 году в Монако проживало 400 религиозных евреев. В Монте-Карло действует синагога, имеется продовольственный кошерный магазин. Иудейская община княжества в основном состоит из евреев из Великобритании (40 %) и Северной Африки. Две трети еврейского населения страны — сефарды (в основном из Северной Африки), в то время как другая треть — ашкеназы.

## Другие
Мусульманская община страны насчитывает 150 верующих (или 0,4 % населения). Все они не являются гражданами княжества. Среди мусульман преобладают арабы (в первую очередь из Марокко), имеются также турки, иранцы и др. В княжестве нет ни одной действующей мечети.
В середине 1950-х годов в Монако проникли сторонники веры бахаи. В настоящий момент бахаисты составляют ок. 0,2 % населения княжества (то есть ок. 70 человек).
Предполагается, что в Монако имеются и верующие других конфессий и религий, однако их число незначительно и им не удаётся создать религиозную общину. Некоторые верующие страны́ посещают религиозные собрания в соседней Ницце или в других городах Франции.
Примерно 3,8 тыс. жителей княжества Монако не религиозны.